# Xã Blue Lake, Quận Muskegon, Michigan
Xã Blue Lake (tiếng Anh: Blue Lake Township) là một xã thuộc quận Muskegon, tiểu bang Michigan, Hoa Kỳ. Năm 2010, dân số của xã này là 2.399 người.